# Honda Valkyrie Rune
Die NRX1800 Valkyrie Rune ist ein Motorrad der Bauart Cruiser des japanischen Herstellers Honda. Der Modellcode lautet SC53.

## Entwicklungsgeschichte
2002 erteilte American Honda Motor Co. Inc. in den Vereinigten Staaten vier Designern den Auftrag, ein neues Motorrad mit dem GL-1800 Sechszylinder-Otto-Boxermotor der Honda Gold Wing zu entwerfen. Es entstanden vier Prototypen, die im März 2003 auf der Daytona Beach Bike Week in Daytona Beach dem Publikum vorgestellt wurden. Von den vier ausgestellten Prototypen (Bezeichnung von Honda: T1, T2, T3 und T4), entschied sich die Mehrheit des Publikums für die Variante „T2“ als das von ihnen favorisierte Design, welches dann mit geringfügigen Modifikationen produziert wurde. Die Valkyrie Rune ist nach wie vor (Stand 2022) der weltweit einzige, serienmäßig produzierte Power-Cruiser der über einen 6-Zylinder-Boxermotor mit elektronischer Kraftstoffeinspritzung verfügt.
Die Valkyrie Rune wurde für den US-amerikanischen Markt in einer Auflage von 1500 Stück als Limited Edition in der Motorradfabrik von Honda in Marysville, Ohio in den Jahren 2004 bis 2005 produziert. Als Prestigeprojekt geplant, kostete jede Valkyrie Rune den Hersteller 100.000 US-Dollar und war schon von Anbeginn des Projektes nicht als Fahrzeug zur Gewinnerzielung vorgesehen. In der Folge brachte dieses Motorrad Honda pro Stück einen Verlust von 75.000 Dollar ein. Das Motorrad wurde 2004 in zwei verschiedenen Grundausführungen angeboten. Die Käufer konnten zwischen einer A-Version („exclusive model“) oder (gegen Aufpreis) der B-Version („deluxe model“) wählen. Die B-Version ist im Vergleich zur A-Version in der Basisvariante mit einem um 5 cm näher und 2 cm tiefer zum Fahrer positionierten Lenker ausgerüstet (Honda-Bezeichnung: „Pullback-Handlebar“) und wurde (anders als die in dunklem silber lackierten Felgen der A-Version (Hinterradfelge A-Version)) mit komplett verchromten Felgen produziert (Hinterradfelge B-Version). Im Jahr 2005 produzierte Honda nur noch die B-Version. Bei beiden Modellreihen (A-Version und B-Version) gab es für die Käufer jedoch auch die Möglichkeit, zwischen den beiden unterschiedlichen Lenkern zu wählen. Die Differenzierung in der Modellbezeichnung resultierte in zwei unterschiedlichen Buchstabenkombinationen die auf die zugrundeliegende Modellbezeichnung „NRX1800“ folgt. Hierdurch ergaben sich im Detail die folgenden Typenbezeichnungen:

NRX1800DA (Lackierte Felgen und höhere Lenkstange). In englischer Sprache: Paint wheels with forward handlebar.
NRX1800DB (Lackierte Felgen und tiefere Lenkstange). In englischer Sprache: Paint wheels with pullback handlebar.
NRX1800EA (Verchromte Felgen und höhere Lenkstange). In englischer Sprache: Chrome wheels with forward handlebar.
NRX1800EB (Verchromte Felgen und tiefere Lenkstange). In englischer Sprache: Chrome wheels with pullback handlebar.
Die Maschinen wurden während der gesamten Produktionszeit in drei unterschiedlichen Farben angeboten, die von Honda folgende Bezeichnungen erhielten: „Double Clearcoat Black“ (DCB), „Illusion Blue“ (IB), „Candy Black Cherry“ (CBC). Dies entspricht in deutscher Sprache den Farben: Schwarz, Blau und Weinrot. Somit existieren rechnerisch (in Verbindung mit den möglichen Felgen-, Lenkerkombinationen) zwölf verfügbare Varianten dieses Motorradtyps. Des Weiteren wurde noch ein Exemplar dieses Motorrades in einer Sonderedition von American Honda Motor Co. Inc. für Disneyland hergestellt. Dieses ist mit einer goldenen Effektlackierung versehen und verfügt über einige Design-Elemente wie individuell gefertigte Rückspiegel in charakteristischer Micky Maus-Silhouette sowie einen Rückreflektor in selbiger Form. Das Fahrzeug wurde anlässlich des 50-jährigen Jubiläums von Disneyland diesem als Geschenk überlassen und zu wohltätigen Zwecken versteigert. Bei der zeremoniellen Übergabe des Fahrzeugs war unter anderem Arnold Schwarzenegger als Schirmherr anwesend. Darüber hinaus trat die Honda Valkyrie Rune im Zusammenhang mit prominenten Persönlichkeiten bereits mehrfach in Erscheinung. Bei der Premiere des Spielfilms Krieg der Welten am 23. Juni 2005 fuhr der Schauspieler Tom Cruise mit Katie Holmes als Sozia auf einer Honda Valkyrie Rune über einen roten Teppich bei dem folgenden Event vor. Im Jahr 2014 veröffentlichte die russische Rockband Pilgrim ein Musikvideo, in dem der Hollywoodstar Pamela Anderson auf einer Honda Valkyrie Rune fahrend zu sehen ist. Der US-amerikanische Komiker und Fernsehmoderator Jay Leno besitzt in seiner Motorradsammlung eine Honda Valkyrie Rune. Er veröffentlichte im Jahr 2020 seine persönliche Meinung und einen Fahrbericht über dieses Motorrad auf seinem YouTube-Kanal.

## Konzept
Eine technische Besonderheit ist die markante Vorderradaufhängung mit gezogener Kurzschwinge, das Hinterrad ist an einer Einarmschwinge aufgehängt. Die Kraftübertragung des Motors an das Hinterrad erfolgt mittels einer Antriebswelle/Kardanwelle, die im Inneren der geschlossenen Einarmschwinge im Ölbad arbeitet und die Antriebskraft über ein Kegelradgetriebe an das Hinterrad überträgt. Dies hat den Vorteil, dass der Antriebsstrang (gegenüber anderen Motorrädern mit Kettenantrieb), längere Wartungsintervalle aufweist und zudem ausfallsicherer ist. Der Gold-Wing-Motor wurde für die Valkyrie Rune überarbeitet, erhielt andere Nockenwellen, eine verbesserte Einspritzanlage und eine optimierte Zündanlage. Das Ventilspiel muss jedoch, anders als bei der Gold Wing, manuell eingestellt werden. Als weitere Besonderheit ist das Fahrzeug mit einer elektronischen Wegfahrsperre mit Transponderschließung und einer elektrisch betriebenen Lenksäulenverriegelung ausgestattet. Geschwindigkeit, Kraftstofffüllstand, Gesamtkilometer (ODO, englisch: odometer), sowie die Tageskilometer (zwischen Trip 1 und Trip 2 umschaltbar) sind über ein Multifunktionsdisplay das aus einem in Digitaltechnik hergestellten LC-Display besteht, ablesbar. Dieses ist auf der Oberseite des Kraftstofftanks (Fassungsvermögen: 23 Liter, davon 4,3 Liter Reserve) versenkt eingebaut und benötigt zu dessen Funktion keinerlei mechanische Komponenten. Das LC-Display verändert in Abhängigkeit von der durch einen Sensor erkannten Helligkeit vollautomatisch die Farbe der Anzeige. Bei Tageslicht erzeugt diese Funktion auf dem Display einen hellen Hintergrund mit schwarzen Ziffern, bei Dunkelheit einen blauen Hintergrund mit weißen Ziffern. Dies wird durch einen Umschaltvorgang bei den zur Hintergrundbeleuchtung des LC-Displays verwendeten LEDs bewerkstelligt. So ist unter anderem auch bei schnell wechselnden Lichtverhältnissen (Tunneldurchfahrten) stets eine gute Ablesemöglichkeit gewährleistet. Das Fahrzeug verfügt über doppelt ausgelegtes, ineinander kombiniertes Rück-,/Bremslicht (basierend auf LED-Technik), das serienmäßig in das hintere, aus Stahl gefertigte Schutzblech integriert ist.
Um die Exklusivität und Hochwertigkeit des Motorrades zu unterstreichen, erhielt jeder Kunde beim Neukauf einer Honda Rune vom Hersteller ein Coffee Table Book mit einem Deckel aus Stahlblech. Dieser Deckel ist in der Farbe des erworbenen Motorrades lackiert und mit dem originalen, auch der Farbe des Fahrzeugs angepassten Tankemblem versehen – einlackiert unter mehreren Schichten Klarlack. Das Buch wurde in allen drei Farbvarianten jeweils in einer stabilen Schutzhülle aus echtem, schwarzen, handvernähten Leder überreicht. Zusammen mit dem Buch erhielten alle Käufer zwei CDs, eine mit „Presseinformationen“ (die Entstehungsgeschichte des Motorrades), eine weitere mit einem „Service Manual“ (Werkstatthandbuch), einem „Owner’s Manual“ (Fahrerhandbuch) (als PDF-Dateien) sowie einem Werbefilm mit dem Titel „Rune Television Commercial“. Zusätzlich zu den genannten Gegenständen erhielt jeder Käufer ein handsigniertes Schriftstück des Vizepräsidenten der American Honda Motor Co. Inc., Ray Blank, als Dankeschön für den Erwerb des Fahrzeuges.
Dieser Motorradtyp war von Honda offiziell nie für den europäischen Markt vorgesehen. Durch eine Initiative von Honda Österreich wurden (als einziges Land in Europa) offiziell nur 20 dieser Maschinen nach Österreich importiert. Der Kaufpreis für ein Exemplar belief sich 2004 auf 39000 Euro.

## Bilder

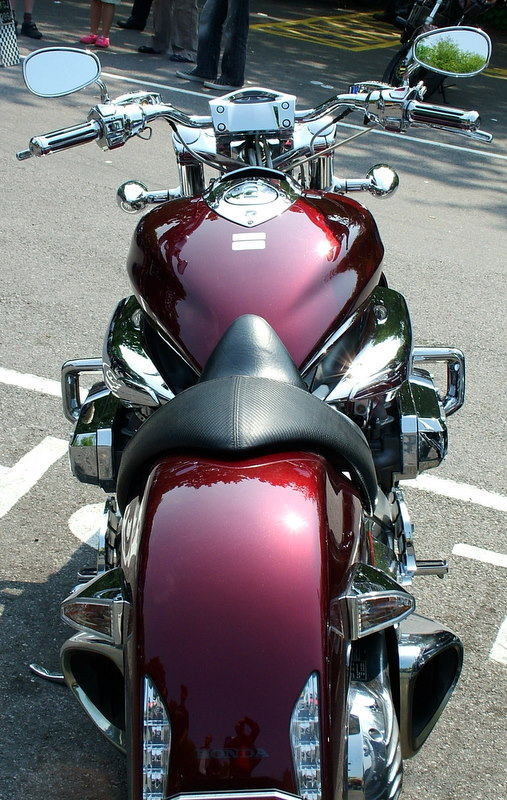
Tank
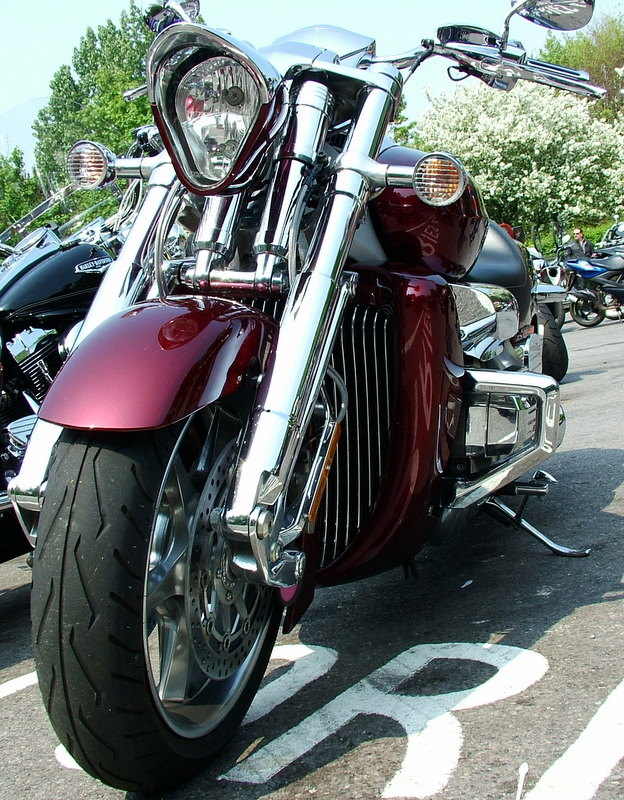
Front
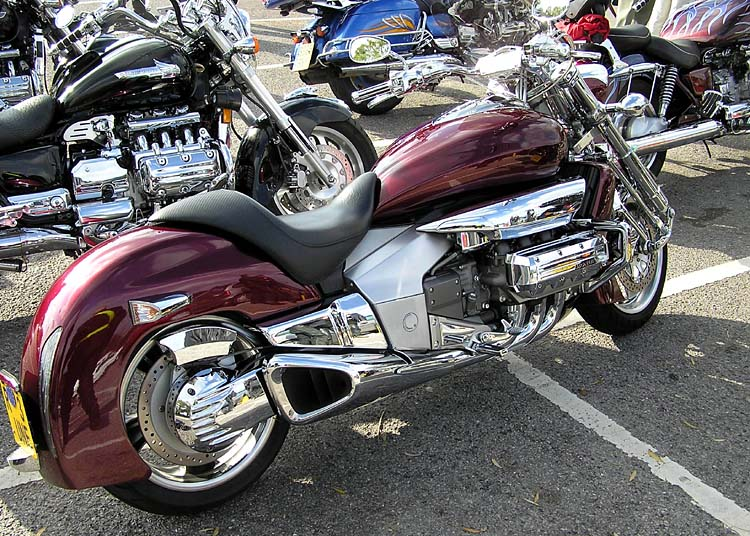
Rechte Seite
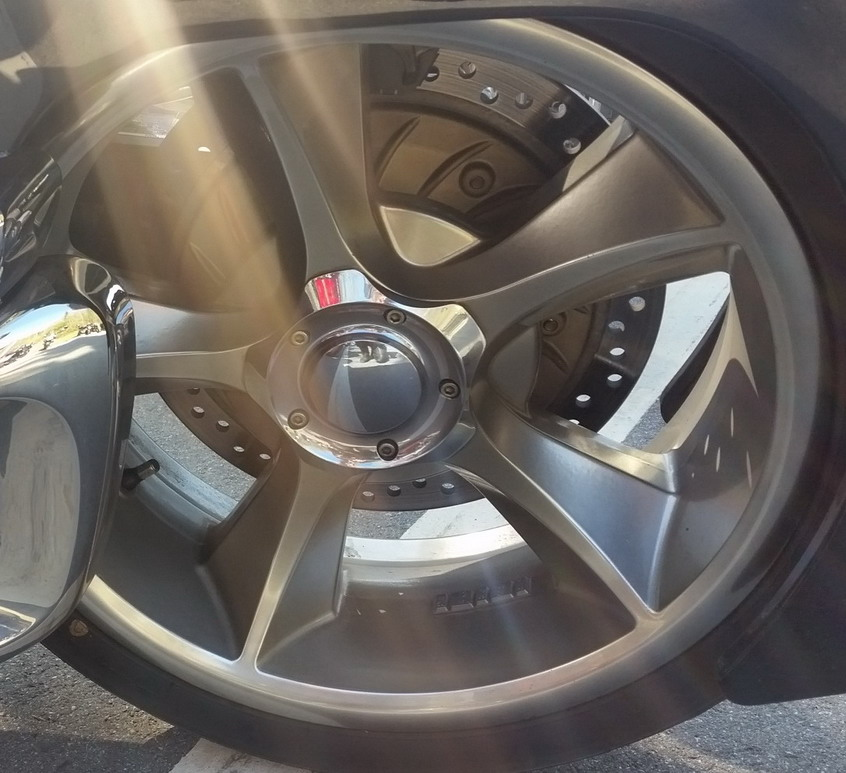
Honda Rune – Hinterradfelge in der lackierten Variante „A“
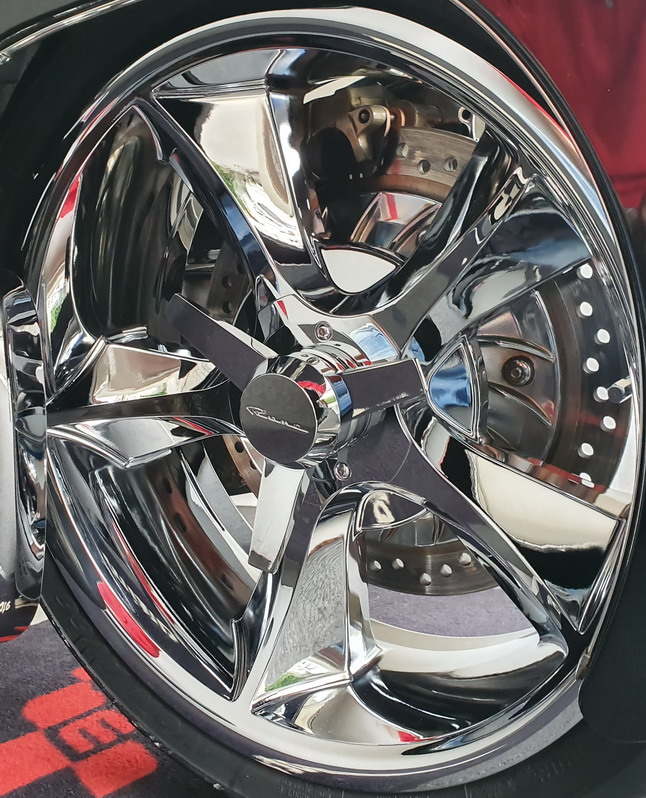
Honda Rune – Hinterradfelge in der verchromten Luxusvariante „B“
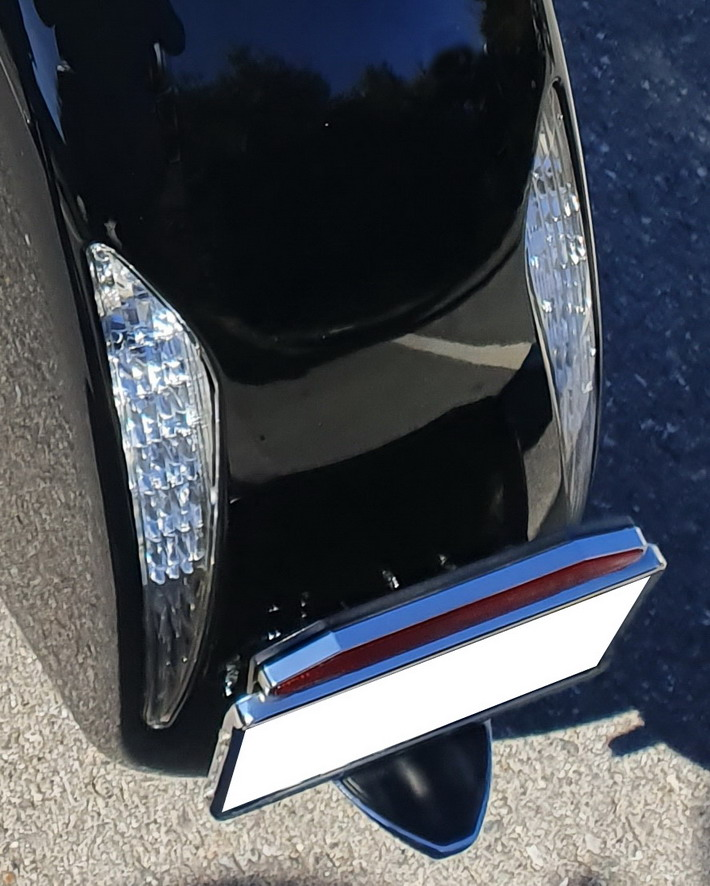
Honda Rune – Bremslicht/Rücklicht
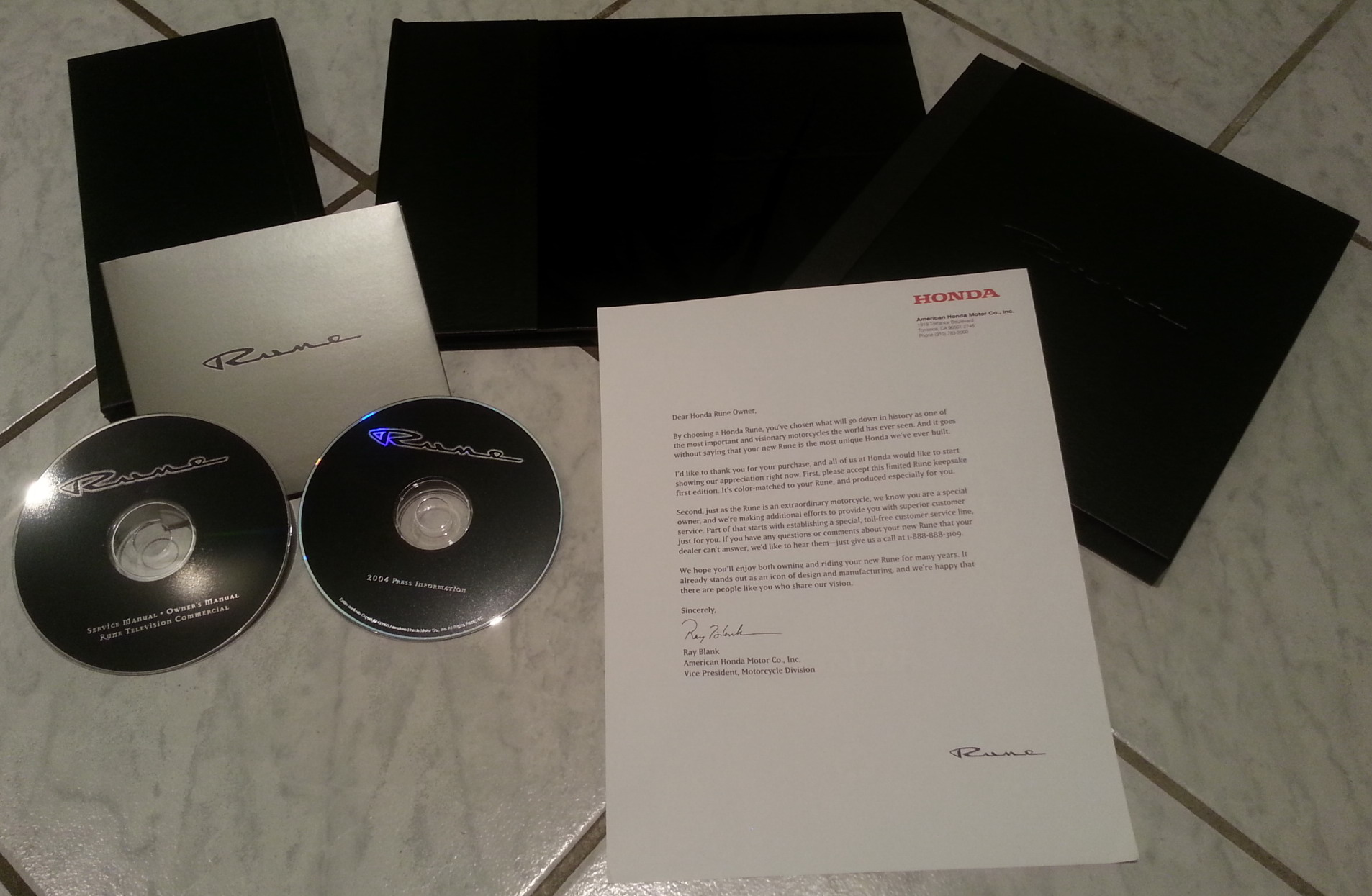
Honda Rune – Bildband, Datenträger (CD), Schriftstück
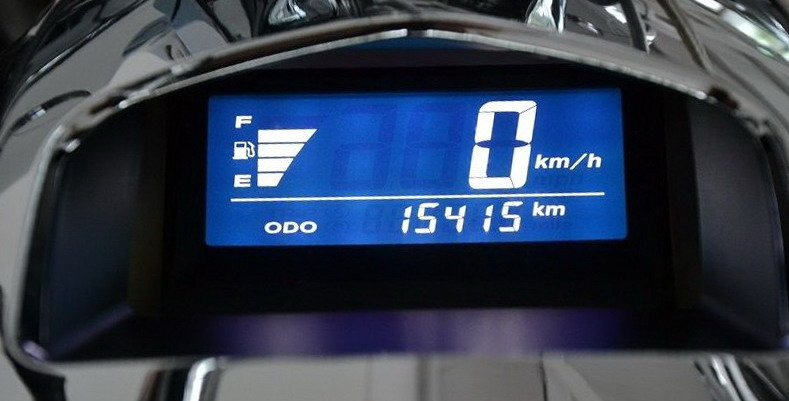
Honda Rune – Multifunktionsdisplay (Blau = Ansicht bei Dunkelheit)